# Lambert von Snetlage

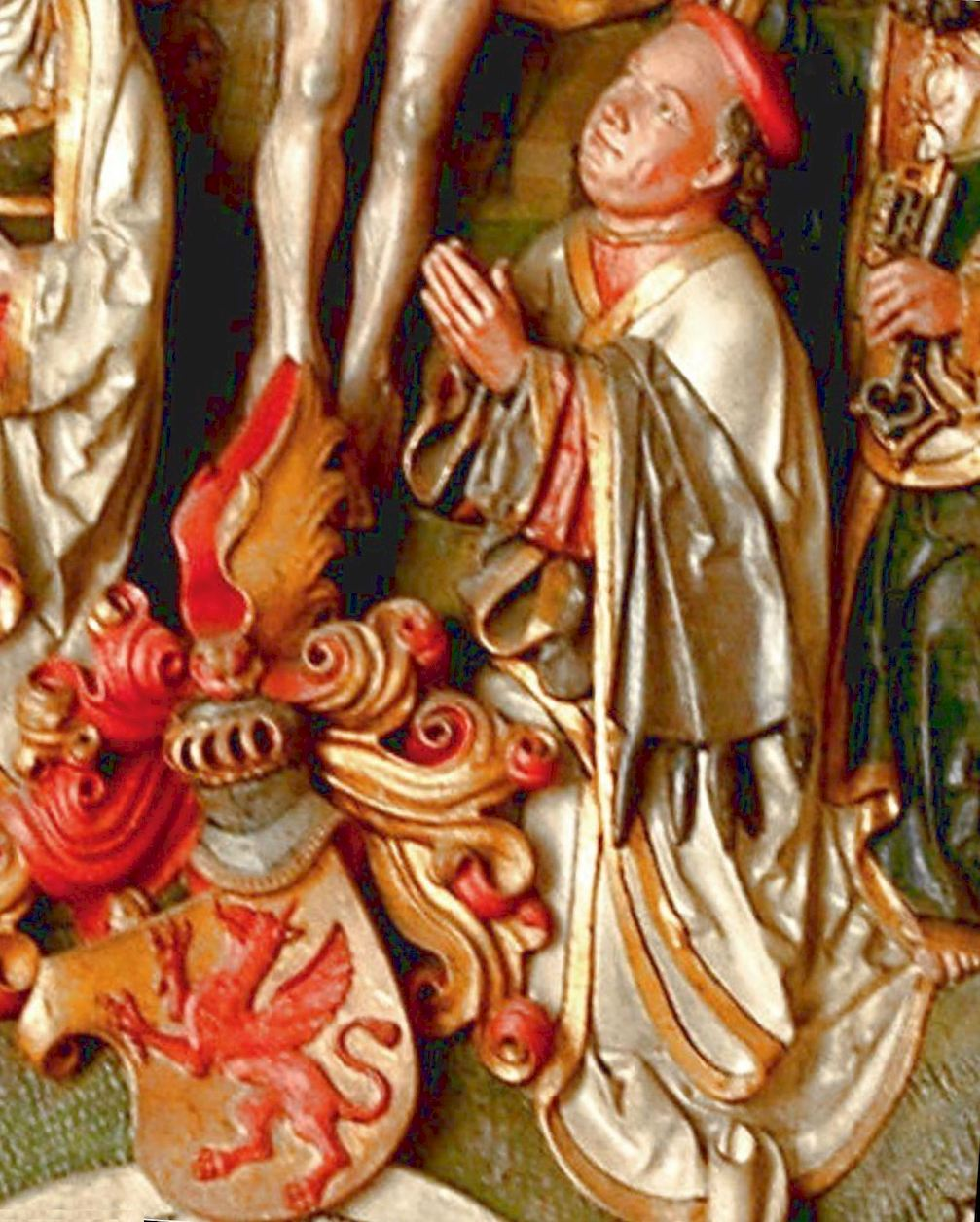
Lambert von Snetlage, Epitaph im Dom Osnabrück

Lambert von Snetlage (* ca. 1446, wohl im Osnabrücker Land; † 29. oder 30. Januar 1526 in Osnabrück) war Theologe, Domherr und Dechant, Förderer der Bildhauerei und Stifter kirchlicher Kunstwerke.

## Leben und Wirken
Herkunft
Er stammte aus dem im Osnabrücker Land ansässigen Ministerialengeschlecht derer von Snetlage. Lambert verfügte zeitlebens über Einfluss und Vermögen und war Inhaber der Burg Haslage und der Herrlichkeit Wulften im Amt Iburg.
Osnabrücker Domherr
Lambert von Snetlage war ab 1464 für das Studium der Artes in Köln eingeschrieben, und 1469 studierte er dort Theologie. Nach Urkunden war er 1473 erstmals Osnabrücker Domherr und bekleidete 1490 das Amt des Domkantors. 1485 erwarb er durch Kauf und Erbe Wulften und Haslage und machte sodann in einem Lehngericht seine Erbansprüche auf Haslage gegen den Grafen Otto von Tecklenburg geltend.
1496 wurde er vom Domkapitel zum Dechanten gewählt, was aber von der Kurie in Rom nicht bestätigt wurde, die eine andere Person für dieses Amt ernannte. Erst nach jahrelangem Prozess gegen den Mainzer Geistlichen Theodorus von Eynem wurde am 20. April 1520 zugunsten Snetlages entschieden. Bei seinem Amtsantritt 1496 verwies Snetlage auf die niedrigen Einnahmen aus seinen Pfründen, und das Domkapitel sprach ihm verdoppelte Präsenzgelder zu. In einer Urkunde von 1529 wurde erwähnt, dass Snetlage in erster Linie bestrebte, durch die bessere Ertragslage die Arbeit der ihm unterstellten Vikare zu honorieren.
Das Amt des Domdechanten hatte Snetlage 30 Jahre lang inne. Seine Amtsperiode fiel unter die Regierungszeit des Bischofs Erich von Braunschweig-Grubenhagen, dessen Wahl er 1508 gegen den Willen der Osnabrücker Bürgerschaft und ohne Zustimmung des dortigen Rates maßgeblich unterstützt hatte. Snetlage verstarb im damals hohen Alter von etwa 80 Lebensjahren.
Kunstförderer in Osnabrück

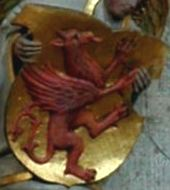
Wappen des Lambert von Snetlage, Judas-Figur im Dom Osnabrück

Der Nachwelt blieb Lambert von Snetlage jedoch vor allem durch seine Förderung der plastischen Kunstwerke im Dom Osnabrück im Gedächtnis. So wird er in der späteren Fachliteratur, bei Hans-Joachim Manske 1978, als einer der bedeutendsten Förderer der im Osnabrücker Gebiet ansässigen Künstler, etwa des Meisters von Osnabrück, des Meisters des Belmer Andreas und des Heinrich Brabender, am Anfang des 16. Jahrhunderts bezeichnet. Als Stifter wird Snetlage dabei eine solche Bedeutung für die Entwicklung der Bildhauerei in Osnabrück zugesprochen, dass deren Niedergang in direkte zeitliche Verbindung mit Snetlages Tod 1526 gebracht wird.
Lambert von Snetlage ließ sich als Stifter in durchaus selbstbewusster Weise auf Reliefs und Figuren verewigen. So erscheinen sein Name und Wappen mehrmals an den Kunstwerken, etwa als Schriftband am Sockel von Skulpturen, das ihn als den Stifter ausweist. Darüber hinaus kaufte er für 395 Goldgulden Land und Renten, wofür sechs Vikare täglich eine Messe zum Angedenken an die Eltern und Freunde des Stifters lesen sollten.

## Stiftungen (Auszug)
- Kreuzkapelle mitsamt Innenausstattung, angebaut 1483 bis 1490 an den Dom Osnabrück
- spätgotischer Kreuzigungsaltar (Snetlage-Altar) ebenda, mit überdimensioniertem Wappen und Spruchband, und Figur des Lambert von Snetlage in gleicher Körpergröße wie die anderen Heiligenfiguren auf der Steinskulptur, sowie außen auf dem linken hölzernen Seitenflügel. Laut Stiftungsurkunde wurde dieser Altar am 1. Februar 1529 geweiht.
- Kreuzretabel (Snetlage-Epitaph) ebendort, 1517[6]
- Apostelfigur des Judas Thaddäus aus Sandstein, an einem der acht Pfeiler des Mittelschiffs des Doms, um 1525 vom Bildhauer Evert van Roden angefertigt (an der Figur des Bartholomäus ist ein Schriftband mit Wappenschild des Lambert von Snetlage angebracht)[7]

## Familie
- Lambert von Snetlage ⚭ Gosta N.N., erwähnt 1408 und1426
  - Herbert von Snetlage, Herr von Lonne bis zu einer Fehde 1435
  - Engelbert von Snetlage, Herr von Lonne bis zu einer Fehde 1435
    - Engelbert von Snetlage ⚭ Leneke von Sutholte auf Haus Lonne (Rittergut Lonne bei Bramsche, Kirchspiel Bippen)
      - Herbert von Snetlage, 1488–1530 Komtur und Balior der Johanniterkommende Lage, gleichzeitig auch als Komtur und Balior der Johanniterkommende Steinfurt genannt
      - Wolter von Snetlage, (1485 Knappe; † nach 1510) auf Haus Lonne, 1509 Drost und Amtmann zu Fürstenau; ⚭ Grete von Schwartewald
        - Johann von Snetlage († ca. 1550), war 1512 Herr zu Bocken und Soegeln, 1513 Wulften und Lonne, 1518 mit Pferden und Harnisch im Dienst der Landschaft Utrecht; ⚭ Anna von Schade (Tochter des Heinrich von Schade und der Mechthild von Busche)

      - Lambert von Snetlage, Osnabrücker Domherr und Domdekan, ab 1486 Inhaber der Herrlichkeit Wulften und des Hauses Haslage, die beide später sein Neffe Johann von Snetlage erbte
      - Oden von Schnetlage, um 1484 Äbtissin zu Gravenhorst[8]
      - Engelbert von Snetlage ⚭ Berteke N.N.
      - Amelung von Snetlage, Osnabrücker Domherr und Domkantor um 1522/30